# Margarita (dokumentarfilm)
|  | Denne artikel er oprettet af botten Steenthbot ud fra en ekstern database. Den kan derfor have sproglige fejl eller mangler. Denne skabelon kan fjernes efter kontrol af indholdet. |

Margarita er en dansk dokumentarfilm fra 2003 instrueret af Lise Birk Pedersen og efter manuskript af Tommy Bredsted og Lise Birk Pedersen.